# Самсониевская улица
Самсо́ниевская улица — улица в Петергофе. Проходит от Санкт-Петербургского проспекта на юг параллельно Самсониевскому водоводу. Протяжённость улицы — около 250 м.

## История
Улица названа в 1836 году благодаря расположению вдоль Самсониевского канала, который, в свою очередь, был назван по фонтану «Самсон» Большого каскада, к которому подводил воду. До революции распространено написание Самсоньевская. В 1935 году улица, вместе с одноимённой площадью, была переименована в улицу Толмачёва в честь участника Гражданской войны, военного комиссара Н. Г. Толмачёва. Историческое название Самсониевская было возвращено решением Малого Совета Санкт-Петербургского городского Совета народных депутатов от 01.09.1993 года.

## География
Нумерация домов ведётся с севера на юг. У начала улицы, у её перекрёстка с Санкт-Петербургским проспектом, находится Самсониевская площадь. Проезжая часть улицы заканчивается тупиком, переходя в пешеходную дорожку, доходящую до Центрального сквера Петергофа.
Из-за расположения улицы вдоль канала и берега Ольгина пруда у неё есть только нечётная сторона домов.

## Здания и сооружения

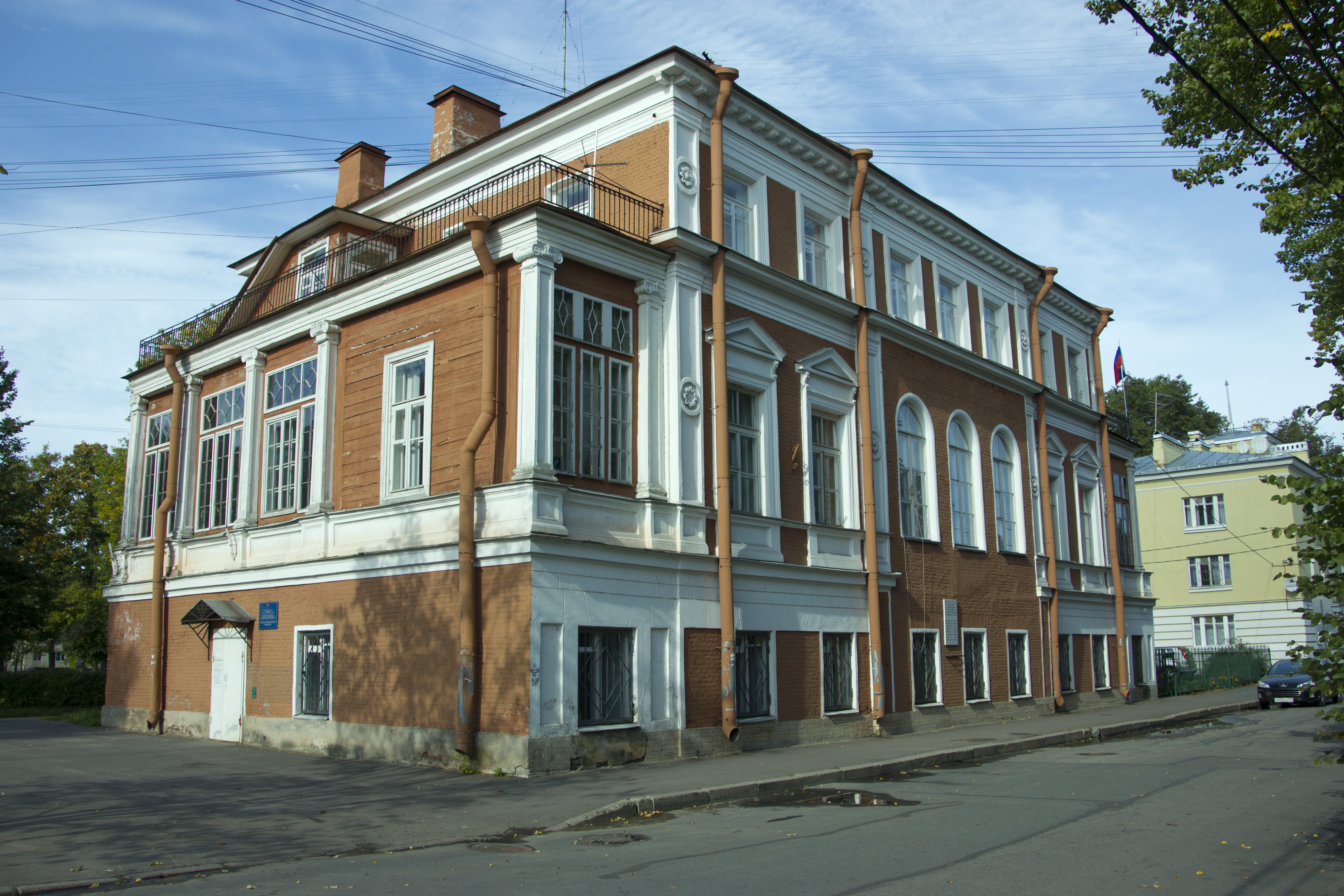
Дом начальника дворцового правления (Самсониевская улица, 3)

- № 1 (Санкт-Петербургский проспект, дом 48) — жилой дом, построен после Великой Отечественной войны на месте деревянного готического дома Х. Е. Лазарева, построенного в 1836—1837 гг. по проекту архитектора А. И. Штакеншнейдера[2];  7802037000
- № 3 — дом начальника Петергофского дворцового правления, ныне администрация города Петергофа, построен в 1847 году[3]. Объект культурного наследия регионального значения[4];
- № 5 — дом А. Г. Венцель (1840—е гг.)  781711203690005, образец эклектики XIX века, является жилым[5][6];
- № 7 — главное здание городской полиции и пожарной части, ныне жилой дом, построено в 1840 году, архитектор И. И. Шарлемань[7];
- № 9А — западный флигель городской полиции и пожарной части, ныне отряд пожарной охраны № 17, построен в 1840 году, архитектор И. И. Шарлемань[8];
- № 9Б — северный флигель городской полиции и пожарной части, ныне отряд пожарной охраны № 17, построен в 1840 году, архитектор И. И. Шарлемань[9].

## Транспорт
Общественный транспорт по улице не проходит. Ближайшие автобусные остановки на Санкт-Петербургском проспекте: «Разводная улица» и «Правленская улица», через них проходит более 20 маршрутов.